# George Leigh Mallory
George Herbert Leigh Mallory (Mobberley, Inglaterra, 18 de junio de 1886 – Monte Everest, Tíbet, 9 de junio de 1924) fue un escalador y montañero británico que tomó parte en las tres primeras expediciones que se proponían escalar el Everest (1921, 1922 y 1924). Desapareció con su compañero de cordada, Andrew Irvine, a más de 8000 m s. n. m. en la cara noreste de la montaña. Aún hoy persiste la duda sobre si consiguieron hacer cumbre, en cuyo caso se habrían adelantado en 29 años al primer ascenso oficial, que llevaron a cabo Edmund Hillary y Tenzing Norgay en 1953. El cuerpo de Mallory no fue encontrado hasta 1999, 75 años después de su desaparición.

## Biografía
George Herbert Leigh Mallory nació en Mobberley, Cheshire, en 1886. Acudió a la escuela primaria de West Kirby antes de ser internado en un colegio de Eastbourne en 1896. A la edad de catorce años consiguió una beca de matemáticas en el Winchester College. Allí fue introducido en el mundo de la escalada en roca por uno de sus profesores, Graham Irving, que todos los años solía llevar a algunos de sus alumnos a practicar la escalada en Gales.
En octubre de 1905 Mallory ingresó en el Magdalene College, Cambridge, para estudiar Historia. Allí conoció y trabó amistad con el posteriormente célebre John Maynard Keynes y con el famoso escalador Geoffrey Winthrop Young, que curiosamente había sido muy crítico con Graham Irving. Mallory participó activamente en la vida social e intelectual de la universidad. Así, por ejemplo, fundó y actuó en la Marlowe Dramatic Society y tomó parte en las regatas Oxford-Cambridge de los años 1906, 1907 y 1908 (en esta última como capitán). Fue durante esta época cuando alcanzó cierto reconocimiento en los círculos alpinísticos. Tras finalizar sus estudios se convirtió en profesor de la escuela Charterhouse de Godalming. Entre sus alumnos estuvo el literato Robert Graves, de quien se hizo muy amigo (llegó a ser su padrino de boda) y a quien, a su vez, introdujo en el montañismo.
El 29 de julio de 1914 Mallory contrajo matrimonio con Ruth Turner, hija de un arquitecto de la localidad de Godalming. Poco después, durante la Primera Guerra Mundial, sirvió como fusilero en la Royal Garrison Artillery, que entró en acción en Armentières. Antes de volver a casa, en 1919, había alcanzado el rango de teniente. Mallory y Ruth tuvieron tres hijos: Frances Clare (9 de septiembre de 1915), Beridge Ruth (16 de septiembre de 1917) y John (21 de agosto de 1920).

## En la montaña

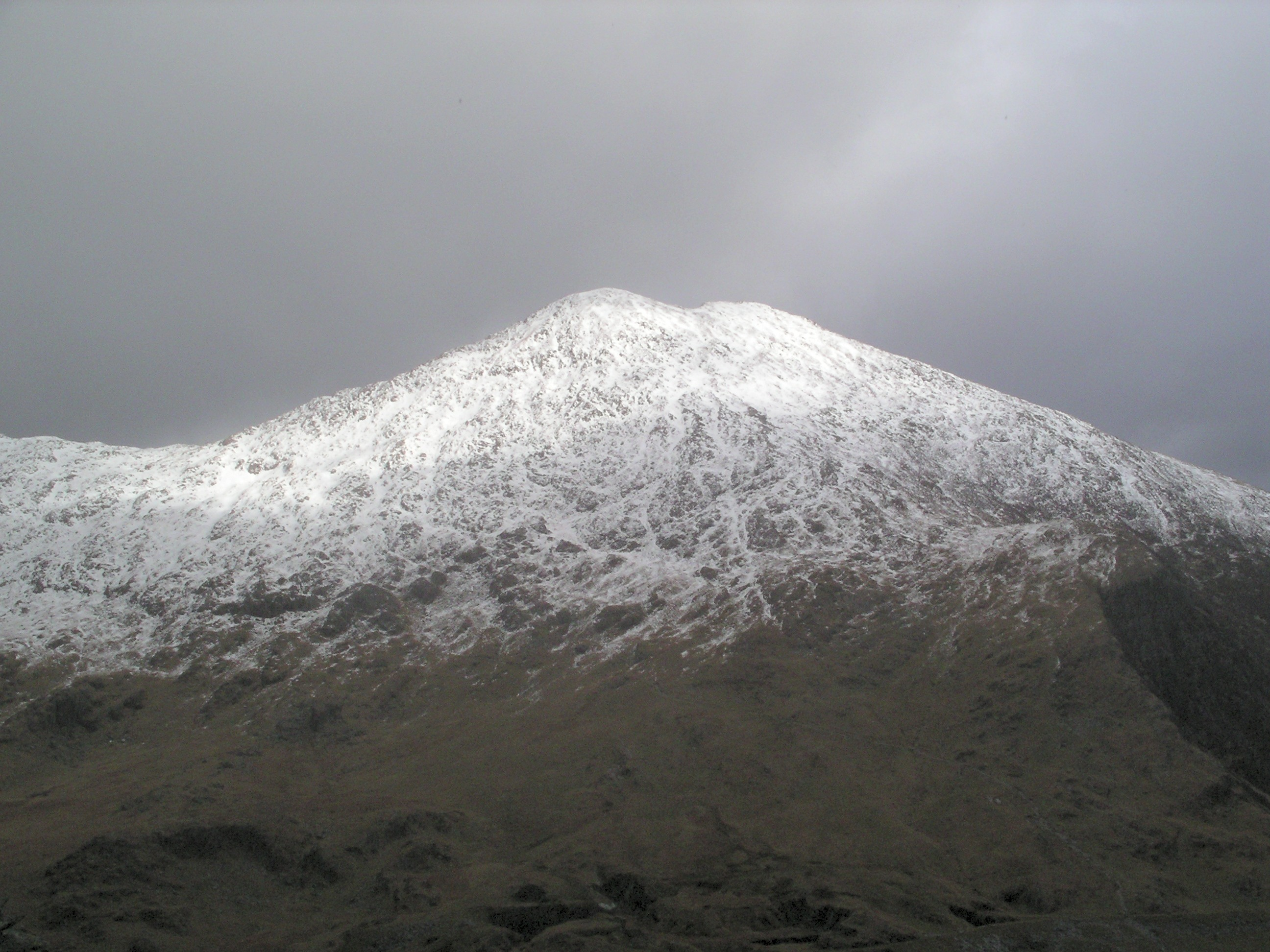
El monte Y Lliwedd, en el que Mallory abrió varias vías pioneras.

Mallory fue introducido en la escalada por su profesor Graham Irving, y por su amigo (diez años mayor) el escalador Geoffrey Winthrop Young. A lo largo de su vida realizó ascensiones por toda Gran Bretaña y los Alpes, para acabar dirigiendo su atención al entonces desconocido Everest, donde perdería la vida. 

### Europa
Mallory frecuentó las zonas de escalada del norte de Gales, donde comenzó su vida alpinística. Allí realizó varias ascensiones pioneras al Y Lliwedd, una cumbre hermana del Snowdon, catalogadas con graduaciones 5.8 y 5.9. En 1904 Mallory y un amigo trataron de escalar Mont Velan, en los Alpes, pero abandonaron al padecer mal de altura. Posteriormente frecuentaría dicha cordillera, llegando a coronar su más alta cumbre, el Mont Blanc, en 1920. En 1913 llamaría la atención de la comunidad de escaladores al ascender Pillar Rock, en el English Lake District, sin ayuda alguna. La vía que empleó para ello es hoy conocida como Vía Mallory, y, habiendo sido calificada como 5a (5.9 americano), fue durante muchos años la vía más difícil de Gran Bretaña.

### Primera expedición al Everest (1921)

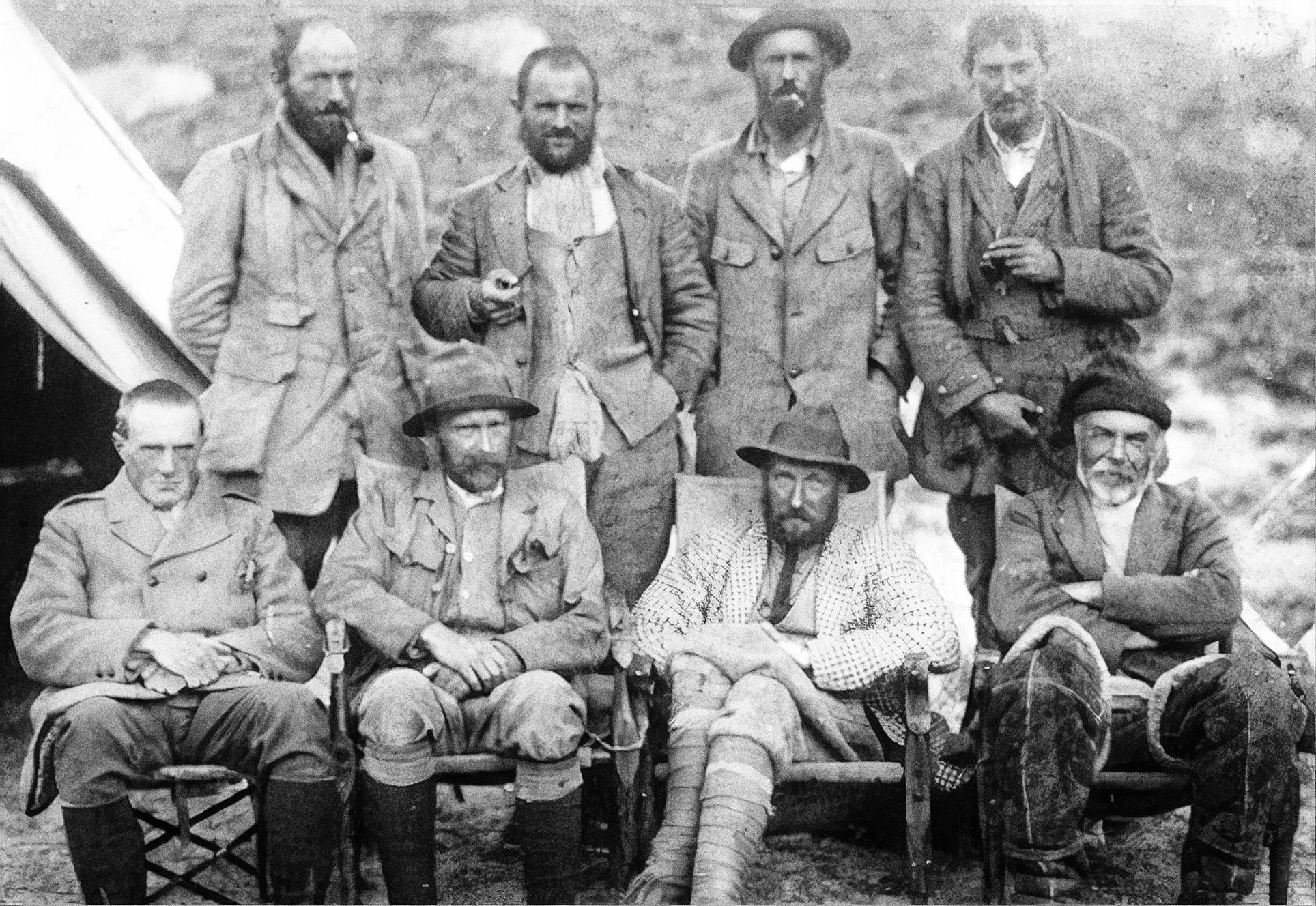
Los miembros de la expedición al Everest de 1921. Mallory está arriba a la derecha.

Mallory tomó parte en la primera expedición oficial británica al Everest, que su promotor, sir Francis Younghusband, había convertido en una cuestión de importancia nacional. La misión de dicha expedición consistía en la exploración de los accesos a la montaña desde su lado norte. El grupo, cuyo jefe era Howard-Bury, lo componían tanto miembros del Britain´s Alpine Club como topógrafos del Servicio Topográfico de la India. 
La caravana, que partió de Darjeeling, en la India, en el mes de mayo de 1921, debió dar un inmenso rodeo, pues les había sido denegado el paso por el Reino de Nepal. La entrada en el Tíbet, sin embargo, la consiguieron merced a ciertas presiones, pues el dalái lama estaba buscando un aliado poderoso del que pudiera echar mano si la situación con la vecina China empeoraba. Durante la marcha de aproximación murió el alpinista y doctor escocés Alexander Kellas, que era el único componente del grupo que había visto el Everest con anterioridad, y por tanto sabía distinguirlo entre el mar de cumbres en el que se adentraban. La tarea de reconocerlo recayó en Mallory. Por otro lado, las relaciones entre los miembros del grupo se fueron agriando. Mallory y el jefe de la expedición, Howard-Bury, se profesaban una profunda antipatía.
Una vez establecido el campamento base cerca del glaciar de Rongbuk, la expedición se dividió en tres grupos de exploración. El grupo de Mallory lo integraban, además de él, su amigo Guy Bullock y el topógrafo canadiense E. O. Wheeler, junto con doce sherpas. Juntos exploraron los accesos a la montaña, realizando de paso algunas ascensiones notables a cumbres secundarias, como la del pico norte del Everest (7066 m s. n. m.). Tras descubrir la cascada del Khumbu, el Valle Oeste (también conocido como “Valle del silencio”) y la boca del glaciar este del Rongbuk, rodearon el valle de Khampa para encontrar finalmente el Collado Norte, que daba acceso a la montaña. Sin embargo, había un último escollo: el glaciar de Rongbuk cerraba el acceso a dicho collado. Wheeler fue el encargado de cartografiar el glaciar y fue Mallory quien finalmente encontró el paso que lo atravesaba (Paso del Noreste). El camino al Everest quedó así abierto para futuros intentos.

### Segunda expedición al Everest (1922)
En 1922 Mallory volvió al Everest como miembro de la expedición liderada por el general Charles Bruce, cuyo jefe de escalada era E. I. Strutt. Esta vez el objetivo era hacer cumbre. Para ello, se utilizaría el método polar diseñado por Longstaff, que consistía en situar campamentos en altura, a medida que se iba ascendiendo. 
La polémica principal surgió en torno a la utilización de botellas de oxígeno, práctica que contaba con partidarios y detractores. Lo cierto es que cada equipo de oxígeno suponía cargar con quince kilos extra, por lo que Mallory decidió evitarlos. Junto con su grupo, compuesto por Somervell, Norton y Morshead, escaló hasta la altura récord de 7600 m s. n. m., donde hicieron noche. Al día siguiente, dejando a Morshead atrás porque padecía mal de altura, alcanzaron los 8000 m s. n. m. por primera vez en la historia y regresaron. Durante el descenso, Mallory debió ayudar constantemente a Morshead, que de otra manera no hubiera salvado la vida. 
Al día siguiente el australiano George Finch y el británico Geoffrey Bruce, primo del jefe de la expedición, rompieron el breve récord establecido por Mallory, Somervell y Norton, al alcanzar los 8300 m s. n. m. . 
Mallory, junto con Somervell y Crawford, trató entonces de organizar un tercer ataque antes de que llegase el monzón. Sin embargo, durante la marcha de aproximación un alud arrolló al grupo, matando a siete sherpas. Mallory, que aún conservaba fuerzas para excavar, fue quien encontró al único superviviente. Este trágico hecho puso fin a la expedición de 1922.

### La última expedición (1924)

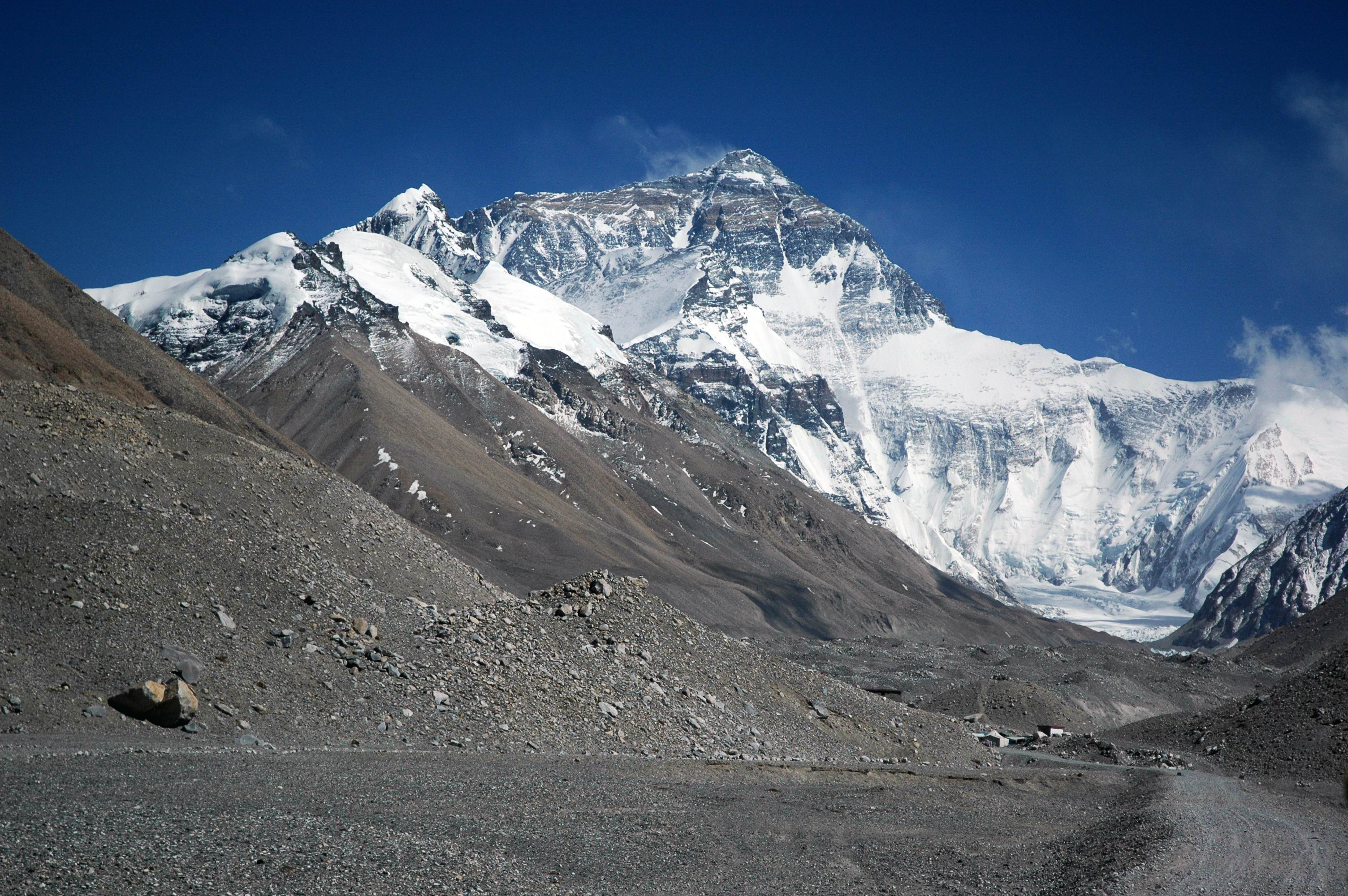
El Everest visto desde el glaciar de Rongbuk, muy retraído en la actualidad.

Mallory pasó el año 1923 de gira por América, promoviendo su próxima expedición al Everest. Allí, lejos del ambiente de Inglaterra, donde el Everest se había convertido en una cuestión nacional, Mallory se encontró con una opinión general que no comprendía la finalidad de una ascensión a la montaña más alta del mundo. La leyenda dice que a la pregunta de por qué tener que escalarla, él se limitó a contestar: "Porque está ahí".
Por fin en 1924 una nueva expedición británica llegó al Everest. Su comandante era una vez más Charles Bruce, que no tardó en enfermar, por lo que la responsabilidad de tomar decisiones recayó en los escaladores de la expedición: Somervell, Norton y Mallory. Uno de los nuevos miembros de la expedición era Andrew Irvine, de 22 años. Irvine conocía a la perfección el funcionamiento de los aparatos de oxígeno y, si bien carecía de experiencia en alta montaña, había demostrado un comportamiento ejemplar en una expedición a la isla de Spitsbergen.
Antes de que ninguna cordada hiciera un primer intento, un temporal sorprendió a cuatro sherpas que estaban realizando tareas de abastecimiento en altura. Tras cuatro días atrapados, y aun cuando el tiempo no mejoraba, Norton, Somervell y Mallory ascendieron para rescatar a los sherpas.
La experiencia agotó a los tres hombres, pero al poco se decidió hacer dos intentos de atacar la cumbre. Somervell y Norton, sin botellas de oxígeno, lo intentarían primero por el Gran Corredor (que en adelante sería conocido como Corredor Norton). Mallory e Irvine lo intentarían después con botellas, tomando la ruta de la arista norte hasta conectar con la arista noreste. 
De acuerdo con los planes, la primera cordada partió después de unos días de descanso. Norton y Somervell ascendieron sin oxígeno hasta los 8570 metros. Pero Norton arrastraba una dolencia de garganta que lo agotaba y hubieron de dar media vuelta. 
Era el turno de la segunda cordada. Mallory, que ya tenía 38 años, sabía que esta era su última oportunidad de escalar el techo del mundo. Así lo revelan sus últimas anotaciones: 

"La suerte está echada. De nuevo por última vez avanzamos por el glaciar de Rongbuk en pos de la victoria o de la derrota final"

El día 7 de junio Mallory e Irvine, acompañados por algunos porteadores, partieron hacia la cumbre por la arista noreste (llamada la "cuchilla"). Otros dos escaladores de la expedición, Noel Odell y Hazzard, permanecerían en un campamento en el collado norte como apoyo a la cordada de Mallory. Tras la primera jornada de marcha, el grupo alcanzó los 8160 m s. n. m., donde instalaron el último campamento, el C-6. Después, los porteadores descendieron. Al día siguiente Mallory e Irvine partieron hacia la cumbre. Desde su campamento en el collado norte, Noel Odell seguía el progreso de los dos hombres con un telescopio. Suyo es el último testimonio: 

“Toda la arista somital y la cumbre del Everest se hallaban despejadas. Mis ojos quedaron fijos en el pequeño punto negro que se recortaba en una cresta de nieve situada debajo de un resalte rocoso de la arista; el punto negro se movió. Entonces apareció otro punto negro que se desplazó por la nieve hasta reunirse en la cresta con el primero. Este se aproximó entonces al gran escalón rocoso y al poco apareció en lo alto; el segundo le imitó. Entonces toda aquella fascinante visión se desvaneció, una vez más, envuelta en nubes”.

Después de aquello nunca se supo más de Mallory e Irvine. En los días siguientes Odell los buscó desesperadamente. Subió en dos ocasiones hasta el C-6, pero no estaban allí. Él estaba seguro de haberlos visto superar el segundo escalón (aunque con varias horas de retraso), por lo que siempre defendió la tesis de que antes de morir habían alcanzado la cumbre y que al regreso cayeron en algún lugar de la cuchilla noroeste.

## 75 años sin noticias
En 1960, un escalador chino de nombre Xu Jing declaró que en su ascensión a la cumbre del Everest había visto lo que creía era el cuerpo de Andrew Irvine. Lamentablemente su testimonio no era preciso. En dos ocasiones situó su hallazgo entre los campos VI y VII, para cambiarlo después a la arista noreste, entre el primer y segundo escalones. Posteriormente, en 1979, otro escalador chino llamado Wang Hongbao declaró haber visto a un “inglés muerto” a 8100 m s. n. m. Desafortunadamente, Hongbao murió al día siguiente en un alud, por lo que no hubo tiempo para precisar la localización exacta del cuerpo. Sin embargo, los analistas coincidieron en que podría tratarse del cuerpo de Mallory o de Irvine.
El 1 de abril de 1999 una expedición dirigida por Eric Simonson se desplazó a la vertiente norte del Everest para tratar de encontrar los cuerpos de Mallory e Irvine, aprovechando el bajo índice de nevadas de ese año. Su objetivo era dar una respuesta a la pregunta que desde hacía 75 años intrigaba a la comunidad alpinística mundial: ¿llegaron Mallory e Irvine a la cima del Everest en 1924? Un mes después, el 1 de mayo, Conrad Anker, miembro de la expedición, encontró por fin el cuerpo de Mallory. Estaba en buen estado de conservación, momificado boca abajo, a unos 521 m de la cumbre, pegado a la roca. Tenía la tibia y el fémur de la pierna izquierda rotos. Como no fue posible despegar los restos tumefactos de la roca sin destruirlos, se cubrió con piedras en forma de sepultura definitiva.
Como el hallazgo no resolvía la incógnita, los miembros de la expedición buscaron con ahínco la cámara de fotos que portaba Mallory. Técnicos de Kodak habían asegurado que debido al tipo de película que se usaba en aquellos años, y a la conservación a bajas temperaturas, aún sería posible revelar las fotos que se hubieran hecho en la cumbre.
El mismo grupo que encontró el cuerpo de Mallory volvió a la montaña en 2001. Ese año encontraron el campamento C6 establecido por los pioneros el día anterior a su muerte, pero no pudieron dar con el cuerpo de Irvine. En 2004 y 2005 nuevas expediciones trataron de dar una respuesta al misterio de Mallory, pero no pudieron aportar nada nuevo.

## Continúa la polémica
Tras el rescate del cuerpo han surgido nuevas especulaciones que tratan de demostrar que Mallory e Irvine pudieron llegar a la cima. Las más importantes son dos:
- La hija de Mallory aseguró que su padre llevaba una foto de su mujer para dejarla en la cumbre de la montaña. Como dicha foto no fuera encontrada con el cuerpo, hay quien piensa que tal vez la abandonase efectivamente al hacer cima, para morir después en el descenso.[2]

- Mallory no llevaba puestas sus gafas de sol. Como Norton había padecido ceguera de las nieves en su anterior intento, tanto Mallory como Irvine ascendían con gafas de sol. Si no las llevaba puestas al morir, es posible que se debiera a que ya era de noche. Es poco probable que Mallory no hubiera abandonado si hubiese estado aún a 500 m de la cima al anochecer. La muerte pudo producirse pues al descender.

Por su parte, los más escépticos alegan que es imposible que Mallory e Irvine superaran el segundo escalón, que es el paso de dificultad técnica más alto del mundo. De hecho, este obstáculo no fue superado hasta 1953, y fue escalado en libre por primera vez por Conrad Anker, uno de los miembros de la expedición de rescate del cuerpo de Mallory en 1999. Anker, que ascendió por una línea fisurada, como probablemente habría hecho Mallory, calificó la vía con un nivel de dificultad V o V+ (se habla de un equivalente a 6b teniendo en cuenta el sobreesfuerzo por la falta de oxígeno debido a la altitud). No obstante, tampoco es descartable que fueran capaces de superarlo escalando, especialmente teniendo en cuenta la habilidad acrobática de Mallory, o incluso empleando algún otro recurso o técnica como pudiera ser mediante pasos de hombros, como haría la expedición china unas décadas más tarde.
Entre quienes defienden la tesis de que no pudieron superar el segundo escalón está Reinhold Messner, la primera persona que ascendió al Everest sin apoyo de oxígeno: 

“El segundo escalón hasta el día de hoy no había sido escalado en libre por nadie. ¿Cómo pudo Mallory haberlo logrado con sus botas de clavos y 20 kg de peso a la espalda? Por cierto, al segundo escalón los ingleses llegaron tarde, demasiado tarde. Hasta la cima desde ahí no hay dos o tres horas, sino una eternidad”.

Respecto a dicha afirmación, hay que tener en cuenta que al menos hoy en día, en casos similares, se superaría primero el paso sin el peso del macuto, que posteriormente sería izado con ayuda de una cuerda.
Por su parte, Edmund Hillary, la primera persona que, junto con Tenzing Norgay, coronó el Everest y consiguió volver con vida, se pregunta: 

Si escalas una montaña por primera vez y mueres en el descenso, ¿es realmente el primer ascenso completo a la montaña? Yo personalmente me inclino a pensar que tal vez es igualmente importante el descenso. Y la escalada completa de una montaña supone llegar a la cima y volver abajo sano y salvo.